# Willi Könn
Willi Könn (* 17. Juni 1912 in Düren/Lendersdorf; † 18. Dezember 1997 in Ketsch) war ein deutscher Maler, Grafiker und Holzschneider der klassischen Moderne.

## Leben
Willi Könn war das dritte Kind des Huf- und Kesselschmiedes Wilhelm Leonhart Könn und seiner Ehefrau Christine geb. Kirvel. Sein Vater wurde zu Beginn des Ersten Weltkrieges 1914 zum Militär eingezogen. Während des Krieges lebte die Mutter mit ihren drei Kindern in ärmlichen Verhältnissen. Durch den Einsatz des Vaters in den Kämpfen an der Somme lernte Könn seinen Vater erst mit fünf Jahren kennen. Nach dem Besuch der kath. Volksschule Lendersdorf begann Willi Könn mit 16 Jahren als Papierarbeiter in den Hoesch Papierwerken in Düren/Kreuzau zu arbeiten. Obwohl sein Vater sich wünschte, dass der Sohn wie er selbst das Schmiedehandwerk erlernte, entwickelte Willi ein besonderes Interesse für Musik und Malerei. Während seiner freien Zeit nahm er zuerst Geigenunterricht bei   Albert Apel, dem   1. Konzertmeister der Stadt Düren. Anfang der 1930er Jahre begann er mit einem Fernstudium als Werbegrafiker und bestand 1935 die Aufnahmeprüfung an der Staatlichen Kunstakademie Düsseldorf. Aufgrund privater und gesellschaftlicher Umstände bildete er sich zuletzt als Autodidakt weiter zum Zeichner, Maler und Holzschneider.
In den Nachkriegsjahren entwickelte Willi Könn einen zunehmend abstrakter werdenden Stil, wobei der Holzschnitt sein späteres Hauptausdrucksmittel wurde. Mit seinen Motiven blieb er Mensch und Natur treu, für die er eine besondere Beobachtungsgabe hatte. Willi Könn war verheiratet mit Hedwig Könn (geb. Classen), die ihm stets eine Stütze in seinem Lebenswerk war. Sie hatten einen Sohn.

## Künstler-Freundschaften
In den späteren Lebensjahren verband Könn eine innige Freundschaft mit seinem Dürener Künstlerfreund Jean Schmitz, dem Mitglied  des internationalen Freundeskreises Schloss Nörvenich. Durch ihn wurde Könn mit der damaligen „First Lady“ Mildred Scheel bekannt, der Gründerin der Deutschen Krebshilfe. Die Künstlerfreunde gehörten mit zu den ersten Unterstützern der Krebshilfe-Benefiz-Veranstaltungen im Kampf die Volkskrankheit.

## Ausstellungen
- Kunstpalast Düsseldorf, Große Weihnachtsausstellung 1952, der bildenden Künstler von Rheinland und Westfalen
- Leopold-Hoesch-Museum Düren, Jahresausstellungen der Dürener Künstler in den Jahren 1957, 1962, 1963, 1964, 1965, 1966, 1968, 1969, 1974
- Kunsthalle Köln, Kölnischer Kunstverein, Kölner Kunst Kaleidoskop 1973
- Hahnentorburg Köln 1978, Berufsverband bildender Künstler NRW
- Kunstmuseum Nörvenich Benefizausstellung Deutsche Krebshilfe, Schirmherrschaft Mildred Scheel, 1982
- Museum Arne Breker, Schloss Nörvenich, NRW-Kunstkreis 1984
- Schwetzingen Freundeskreis Druckgrafik, 1990, Federzeichnungen, Radierungen Holz- und Linolschnitte,
- Euregio, Mechernich, Arbeitsgemeinschaft Kunst und Kultur, Land von Menschenhand, 1991
- BASF, Limburgerhof, LIHOART 1993, Gesamtwerk
- 2. Monschau 1996, Ein Fluss entlang der Rur